# Deidra Dionne
Deidra Rae Dionne (ur. 5 lutego 1982 w North Battleford) – kanadyjska narciarka, uprawiająca narciarstwo dowolne. Zdobyła brązowy medal w skokach akrobatycznych na igrzyskach olimpijskich w Salt Lake City. Ponadto zdobyła brązowe medale w tej samej konkurencji na mistrzostwach świata w Whistler i mistrzostwach świata w Deer Valley. Najlepsze wyniki w Pucharze Świata osiągnęła w sezonie 2001/2002, kiedy to zajęła 5. miejsce w klasyfikacji generalnej, a w klasyfikacji skoków akrobatycznych była trzecia.

## Osiągnięcia

### Igrzyska olimpijskie
| Miejsce | Dzień     | Rok  | Miejscowość    | Konkurencja        | Zwycięzca     |
| ------- | --------- | ---- | -------------- | ------------------ | ------------- |
| 3.      | 18 lutego | 2002 | Salt Lake City | skoki akrobatyczne | Alisa Camplin |
| 22.     | 22 lutego | 2006 | Turyn          | skoki akrobatyczne | Evelyne Leu   |

### Mistrzostwa świata
| Miejsce | Dzień       | Rok  | Miejscowość | Konkurencja        | Zwycięzca      |
| ------- | ----------- | ---- | ----------- | ------------------ | -------------- |
| 3.      | 20 stycznia | 2001 | Whistler    | skoki akrobatyczne | Veronika Bauer |
| 3.      | 1 lutego    | 2003 | Deer Valley | skoki akrobatyczne | Alisa Camplin  |
| 17.     | 18 marca    | 2005 | Ruka        | skoki akrobatyczne | Li Nina        |
| 16.     | 4 marca     | 2009 | Inawashiro  | skoki akrobatyczne | Li Nina        |

### Puchar Świata

#### Miejsca w klasyfikacji generalnej
- sezon 1999/2000: 25.
- sezon 2000/2001: 16.
- sezon 2001/2002: 8.
- sezon 2002/2003: 17.
- sezon 2003/2004: 31.
- sezon 2004/2005: 21.
- sezon 2005/2006: 109.
- sezon 2007/2008: 38.
- sezon 2008/2009: 68.

#### Miejsca na podium
1. Whistler Blackcomb – 4 grudnia 1999 (skoki akrobatyczne) – 3. miejsce
2. Deer Valley – 9 stycznia 2000 (skoki akrobatyczne) – 2. miejsce
3. Whistler Blackcomb – 2 grudnia 2000 (skoki akrobatyczne) – 2. miejsce
4. Lake Placid – 18 stycznia 2002 (skoki akrobatyczne) – 3. miejsce
5. Mont Tremblant – 11 stycznia 2004 (skoki akrobatyczne) – 3. miejsce
6. Mount Buller – 5 września 2004 (skoki akrobatyczne) – 2. miejsce
7. Mont Tremblant – 9 stycznia 2005 (skoki akrobatyczne) – 3. miejsce
8. Changchun – 12 lutego 2005 (skoki akrobatyczne) – 3. miejsce
9. Moskwa – 1 marca 2008 (skoki akrobatyczne) – 2. miejsce

- W sumie 4 drugie i 5 trzecich miejsc.